# Rhopaloblaste augusta
Rhopaloblaste augusta là loài thực vật có hoa thuộc họ Arecaceae. Loài này được (Kurz) H.E.Moore miêu tả khoa học đầu tiên năm 1970.